# Futbolo klubas Gintra
Il Futbolo klubas Gintra è una squadra di calcio femminile lituana con sede a Šiauliai. Milita nella Moterų A lyga, il massimo campionato lituano femminile di calcio.

## Storia
Il club è stato fondato nel 1992 con il nome di Gintra Šiauliai, nominativo mantenuto per undici anni, durante i quali ha vinto due titoli nazionali, nel 1999 e nel 2000.
Nel 2003 la squadra ha firmato un accordo di cooperazione con l'Università di Šiauliai, cambiando la propria denominazione in Futbolo Klubas Gintra Universitetas. Questo cambiamento ha dato immediatamente risultati positivi: al termine della stagione 2003 arriva il terzo titolo di campione di Lituania. Successivamente, da allora ad oggi, la squadra si è sempre confermata campione nazionale. Contemporaneamente, la squadra ha vinto la sua prima coppa nazionale nel 2005, titolo poi confermato sempre, anche in questo caso, fino ad oggi. Trattasi di un vero e proprio dominio da parte del Gintra nel calcio femminile lituano, che nulla ha lasciato agli avversari negli ultimi anni in entrambe le competizioni nazionali.
Nel 2006 il club ha vinto anche una Supercoppa lituana; bisogna però sottolineare che la suddetta competizione è stata disputata solo due volte, nel 2005 e nel 2006.
In virtù dei numerosi, e consecutivi, titoli di campione di Lituania conseguiti, il Gintra Universitetas ha rappresentato ininterrottamente, a partire dalla stagione 2004-2005, il Paese baltico in Champions League. Dopo dieci partecipazioni nella competizione europea con risultati modesti e alcune sconfitte con punteggi piuttosto netti, riesce, all'undicesimo tentativo, a superare la fase preliminare, qualificandosi per i sedicesimi di finale della Champions League 2014-2015.

## Palmarès
- Campionato lituano: 23

1999, 2000, 2003, 2005, 2006, 2007, 2008, 2009, 2010, 2011, 2012, 2013, 2014, 2015, 2016, 2017, 2018, 2019, 2020, 2021, 2022, 2023, 2024
- Coppa della Lituania femminile: 12

2005, 2006, 2007, 2008, 2009, 2010, 2011, 2012, 2013, 2014, 2015, 2016
- Supercoppa della Lituania femminile: 1

2006

## Statistiche

### Risultati nelle competizioni UEFA
| Stagione | Competizione     | Fase                       | Avversario           | Risultato | Risultato | Risultato     |
| Stagione | Competizione     | Fase                       | Avversario           | andata    | ritorno   | aggregato     |
| -------- | ---------------- | -------------------------- | -------------------- | --------- | --------- | ------------- |
| 2004-05  | Women's Cup      | fase a gironi, primo turno | Gömrukçü Baku        | 0-3       | 0-3       | 0-3           |
| 2004-05  | Women's Cup      | fase a gironi, primo turno | Ėnergija Voronež     | 0-11      | 0-11      | 0-11          |
| 2004-05  | Women's Cup      | fase a gironi, primo turno | Skiponjat            | 1-0       | 1-0       | 1-0           |
| 2005-06  | Women's Cup      | fase a gironi, primo turno | Universitet Vitebsk  | 0-2       | 0-2       | 0-2           |
| 2005-06  | Women's Cup      | fase a gironi, primo turno | Sparta Praga         | 0-8       | 0-8       | 0-8           |
| 2005-06  | Women's Cup      | fase a gironi, primo turno | Clujana              | 2-2       | 2-2       | 2-2           |
| 2006-07  | Women's Cup      | fase a gironi, primo turno | Universitet Vitebsk  | 0-1       | 0-1       | 0-1           |
| 2006-07  | Women's Cup      | fase a gironi, primo turno | SFK 2000             | 1-1       | 1-1       | 1-1           |
| 2006-07  | Women's Cup      | fase a gironi, primo turno | Fiammamonza          | 0-3       | 0-3       | 0-3           |
| 2007-08  | Women's Cup      | fase a gironi, primo turno | Everton              | 0-4       | 0-4       | 0-4           |
| 2007-08  | Women's Cup      | fase a gironi, primo turno | Zuchwil              | 0-6       | 0-6       | 0-6           |
| 2007-08  | Women's Cup      | fase a gironi, primo turno | Glentoran            | 2-1       | 2-1       | 2-1           |
| 2008-09  | Women's Cup      | fase a gironi, primo turno | Zvezda Perm'         | 0-8       | 0-8       | 0-8           |
| 2008-09  | Women's Cup      | fase a gironi, primo turno | Femina               | 2-0       | 2-0       | 2-0           |
| 2008-09  | Women's Cup      | fase a gironi, primo turno | KÍ Klaksvík          | 2-2       | 2-2       | 2-2           |
| 2009-10  | Champions League | gironi di qualificazione   | Norchi Dinamoeli     | 7-1       | 7-1       | 7-1           |
| 2009-10  | Champions League | gironi di qualificazione   | Glasgow City         | 0-2       | 0-2       | 0-2           |
| 2009-10  | Champions League | gironi di qualificazione   | Bayern Monaco        | 0-8       | 0-8       | 0-8           |
| 2010-11  | Champions League | gironi di qualificazione   | Borec Veles          | 4-0       | 4-0       | 4-0           |
| 2010-11  | Champions League | gironi di qualificazione   | KÍ Klaksvík          | 0-0       | 0-0       | 0-0           |
| 2010-11  | Champions League | gironi di qualificazione   | Everton              | 0-7       | 0-7       | 0-7           |
| 2011-12  | Champions League | gironi di qualificazione   | Ataşehir Belediyesi  | 1-1       | 1-1       | 1-1           |
| 2011-12  | Champions League | gironi di qualificazione   | Olimpia Cluj         | 0-5       | 0-5       | 0-5           |
| 2011-12  | Champions League | gironi di qualificazione   | SFK 2000             | 1-2       | 1-2       | 1-2           |
| 2012-13  | Champions League | gironi di qualificazione   | Ataşehir Belediyesi  | 2-3       | 2-3       | 2-3           |
| 2012-13  | Champions League | gironi di qualificazione   | Pomurje              | 1-9       | 1-9       | 1-9           |
| 2012-13  | Champions League | gironi di qualificazione   | Zürigo               | 0-8       | 0-8       | 0-8           |
| 2013-14  | Champions League | gironi di qualificazione   | Olimpia Cluj         | 0-3       | 0-3       | 0-3           |
| 2013-14  | Champions League | gironi di qualificazione   | Spartak Subotica     | 0-6       | 0-6       | 0-6           |
| 2013-14  | Champions League | gironi di qualificazione   | Liepājas Metalurgs   | 2-0       | 2-0       | 2-0           |
| 2014-15  | Champions League | gironi di qualificazione   | Apollōn Lemesou      | 1-3       | 1-3       | 1-3           |
| 2014-15  | Champions League | gironi di qualificazione   | KÍ Klaksvík          | 2-0       | 2-0       | 2-0           |
| 2014-15  | Champions League | gironi di qualificazione   | Vllaznia             | 5-0       | 5-0       | 5-0           |
| 2014-15  | Champions League | sedicesimi di finale       | Sparta Praga         | 1-1       | 1-1       | 2-2 (5-4 dtr) |
| 2014-15  | Champions League | ottavi di finale           | Brøndby              | 0-5       | 2-0       | 2-5           |
| 2015-16  | Champions League | gironi di qualificazione   | Wexford Youths       | 0-1       | 0-1       | 0-1           |
| 2015-16  | Champions League | gironi di qualificazione   | Cardiff Metropolitan | 5-1       | 5-1       | 5-1           |
| 2015-16  | Champions League | gironi di qualificazione   | Medyk Konin          | 0-4       | 0-4       | 0-4           |
| 2016-17  | Champions League | gironi di qualificazione   | Criuleni             | 13-0      | 13-0      | 13-0          |
| 2016-17  | Champions League | gironi di qualificazione   | Wexford Youths       | 2-1       | 2-1       | 2-1           |
| 2016-17  | Champions League | gironi di qualificazione   | BIIK Kazygurt        | 0-3       | 0-3       | 0-3           |
| 2017-18  | Champions League | gironi di qualificazione   | Partizán Bardejov    | 4-0       | 4-0       | 4-0           |
| 2017-18  | Champions League | gironi di qualificazione   | Martve               | 6-0       | 6-0       | 6-0           |
| 2017-18  | Champions League | gironi di qualificazione   | Konak                | 3-1       | 3-1       | 3-1           |
| 2017-18  | Champions League | sedicesimi di finale       | Zurigo               | 1-1       | 2-1       | 3-2           |
| 2017-18  | Champions League | ottavi di finale           | Barcellona           | 0-6       | 0-3       | 0-9           |

## Organico

### Rosa 2020
Rosa, ruoli e numeri di maglia come da sito ufficiale, aggiornati al 19 agosto 2020.
| N. |                        | Ruolo | Calciatrice          |
| -- | ---------------------- | ----- | -------------------- |
| 1  | Lituania (bandiera)    | P     | Meda Šeškutė         |
| 2  | Canada (bandiera)      | D     | Tristan Corneil      |
| 3  | Stati Uniti (bandiera) | A     | Ruvimbo Mucherera    |
| 4  | Lituania (bandiera)    | D     | Algimantė Mikutaitė  |
| 5  | Lituania (bandiera)    | D     | Paulina Sarkanaitė   |
| 6  | Stati Uniti (bandiera) | C     | Jessica Ayers        |
| 7  | Lituania (bandiera)    | C     | Dovilė Gailevičiūtė  |
| 8  | Finlandia (bandiera)   | D     | Amanda Kass          |
| 9  | Serbia (bandiera)      | A     | Jelena Čubrilo       |
| 10 | Stati Uniti (bandiera) | C     | McKenna Davidson     |
| 11 | Lituania (bandiera)    | D     | Samanta Karasiovaitė |
| 12 | Lituania (bandiera)    | P     | Greta Lukjančukė     |

| N. |                        | Ruolo | Calciatrice                       |
| -- | ---------------------- | ----- | --------------------------------- |
| 13 | Lituania (bandiera)    | D     | Vestina Neverdauskaitė (capitano) |
| 14 | Lituania (bandiera)    | C     | Gabija Toropovaitė                |
| 15 | Lituania (bandiera)    | A     | Rimantė Jonušaitė                 |
| 16 | Lituania (bandiera)    | D     | Simona Veličkaitė                 |
| 17 | Stati Uniti (bandiera) | C     | Madison Gibson                    |
| 19 | Lituania (bandiera)    | D     | Lolita Žižytė                     |
| 21 | Giamaica (bandiera)    | D     | Alika Keene                       |
| 22 | Slovenia (bandiera)    | P     | Maja Zajc                         |
| 23 | Stati Uniti (bandiera) | C     | Abby Carchio                      |
|    | Lituania (bandiera)    | C     | Loreta Rogačiova                  |
| 71 | Lettonia (bandiera)    | D     | Anastasija Ročāne                 |